# Stacy Kamano
Stacy Lee Kamano (Honolulu, 17 de setembro de 1974) é uma atriz e apresentadora estadunidense, conhecida por sua atuação em Baywatch Hawaii.

## Biografia
Stacy Kamano nasceu e foi criada em Honolulu. Aos 11 anos, ganhou o concurso de "Miss Tropical Pre-Teen Hawaii" e decidiu por uma carreira como modelo e atriz. Sua mãe é de ascendência alemã, russa e polonesa, e seu pai é japonês.
Entrou para o elenco da série de televisão Baywatch em 1999, permanecendo até a última temporada, no papel da salva-vidas Kekoa Tanaka. Também apresentou o programa de TV Hotlines.

## Filmografia
| Atriz | Atriz                      | Atriz        | Atriz         |
| Ano   | Filme/série                | Personagem   | Outras Notas  |
| ----- | -------------------------- | ------------ | ------------- |
| 2007  | The Bold and the Beautiful | Molly        | 1 episódio    |
| 2003  | Hotlines                   | —            | apresentadora |
| 2003  | Baywatch: Hawaiian Wedding | Kekoa Tanaka |               |
| 2001  | Baywatch Hawaii            | Kekoa Tanaka | (1999-2001)   |